# Îlot Tiboulen
Ne doit pas être confondu avec Île Tiboulen de Maïre.
L'îlot Tiboulen ou îlot de Tiboulen du Frioul est un îlot de 30 mètres de hauteur, à l'ouest de l'archipel du Frioul, dans la rade de Marseille.
L'îlot comporte un feu de signalisation maritime, vert à 3 éclats par 12 secondes, à une hauteur de 34 mètres, visible à 7 milles marins.
Le nom Tiboulen est référencé dans le Trésor du Félibrige de Frédéric Mistral comme une évolution en provençal du latin antipolitanus, dérivé lui-même du grec antipolis (Αντίπολις), littéralement, "en face de la ville", ce qui reflète assez bien la situation de cet îlot.